# Fritz Schwerdtfeger
Fritz Schwerdtfeger (* 5. März 1905 in Köln; † 4. August 1986 in Göttingen) war ein deutscher Forstwissenschaftler. Der international anerkannte Forstzoologe ist vor allem mit entomologischen Arbeiten hervorgetreten. Große Bekanntheit erlangte er mit seinem enorm einflussreichen Standardwerk Die Waldkrankheiten. Ein Lehrbuch der Forstpathologie und des Forstschutzes (zuerst 1944), das erstmals das Geschehen im „kranken“ Wald in seiner Gesamtheit darstellte. Daneben war Schwerdtfeger einer der Mitbegründer der Fachrichtung Populationsökologie als Teilgebiet der Ökologie.

## Leben und Wirken

### Ausbildung und berufliche Anfänge
Fritz Schwerdtfeger studierte von 1924 bis 1928 Forstwissenschaften und Zoologie in Hann. Münden, Göttingen und in seiner Heimatstadt Köln. Zu dieser Zeit wurde er Mitglied der Forstakademischen Gesellschaft Freia. Sein Forststudium schloss er mit der Promotion bei Ludwig Rhumbler (1864–1939) am Institut für Forstzoologie der Forstlichen Fakultät in Hann. Münden ab.
Als Referendar in der Oberförsterei Colbitz kam er wieder mit speziellen forstentomologischen Fragestellungen in Kontakt, als er von der preußischen Staatsforstverwaltung den Auftrag erhielt, die Epidemiologie des Kiefernspanners zu studieren und nach geeigneten Bekämpfungsmöglichkeiten für diese Schmetterlingsart zu suchen. 1930 legte er die Große forstliche Staatsprüfung ab.

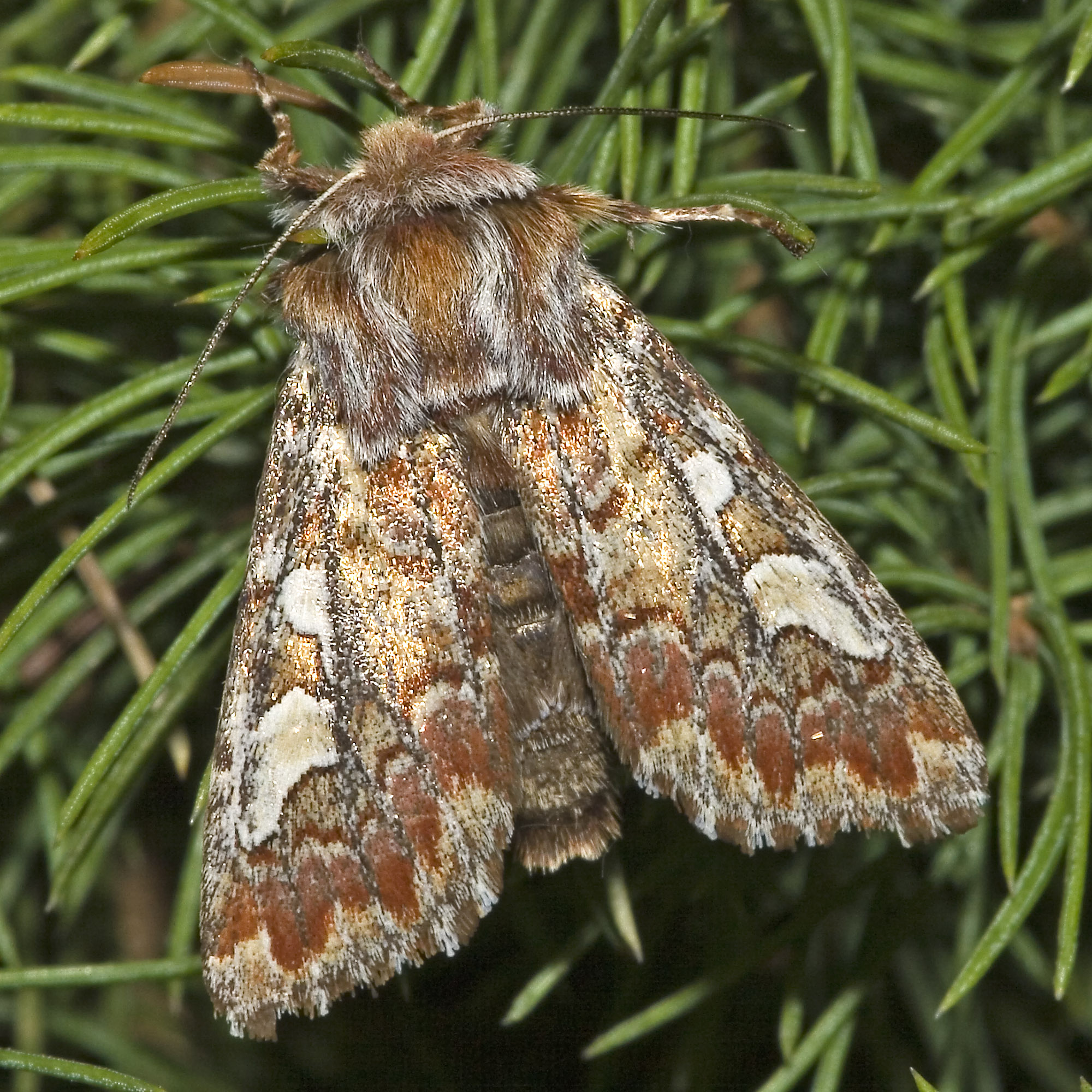
Über die Forl- oder Kieferneule (Panolis flammea Schiff) veröffentlichte Schwerdtfeger 1932 und 1935 zwei große Untersuchungen.

Es folgten drei Assistentenjahre am von Hermann Eidmann geleiteten Forst-Zoologie-Institut in Hann. Münden, für das er sich 1932 und 1933 schwerpunktmäßig mit einer großräumigen Forleulen-Kalamität im mittleren und östlichen Preußen beschäftigte.

### Wissenschaftliche Karriere in Eberswalde
Zum Jahresende 1933 wieder unmittelbar der Preußischen Staatsforstverwaltung unterstellt, beauftragte ihn diese, am Werbellinsee bei Eberswalde eine Abteilung für Schädlingsbekämpfung der Preußischen Forstlichen Versuchsanstalt neu einzurichten und zu leiten. 1937 wurde es ein eigenes Institut für Waldschutz der Versuchsanstalt und zog 1938 in einen Neubau an der heutigen Alfred-Möller-Straße in Eberswalde ein. Das Geld für den Bau – 120.000 Reichsmark – hatte Institutsleiter Schwerdtfeger zu 75 Prozent selbst eingeworben. Parallel zu diesen Aktivitäten hatte er nach der Habilitation 1935 für die Fachgebiete Forstzoologie und Forstschutz auch eine Lehrtätigkeit an der Forstlichen Hochschule in Eberswalde begonnen. 1938 wurde er dort zum außerordentlichen Professor ernannt.
Nach Ausbruch des Zweiten Weltkriegs leistete Schwerdtfeger, der 1937 der NSDAP  beigetreten war, von 1939 bis 1941 19 Monate lang Kriegsdienst.
Ab 1941 leitete er wieder das Waldschutz-Institut in Eberswalde und stand, zunächst vertretungsweise, ab 1943 dann als ordentlicher Professor dem Zoologischen Institut und dem zoologischen Museum der Forstlichen Hochschule vor. Den Lehrstuhl für Zoologie hatte er dabei vom emeritierten Max Wolff übernommen. Die Arbeit litt bald stark unter den Auswirkungen des Krieges. Nach einem Zwischenspiel beim Volkssturm flüchtete Schwerdtfeger schließlich Richtung Westen. Ein Versuch unmittelbar nach Kriegsende, an seine alte Wirkungsstätte zurückzukehren, blieb erfolglos.

### Neuanfang in Göttingen
Doch schon im Sommer 1945 wurde Schwerdtfeger von der damaligen Hannoverschen Provinzialregierung als so genannter „Borkenkäfer-Kommissar“ angestellt, um als Sachverständiger im Harz bei der Bekämpfung der dortigen Borkenkäferkalamität zu helfen. In Sieber wurde ihm dafür die „Forstschutzstelle Prof. Schwerdtfeger“ eingerichtet. Die Borkenkäfer-Massenvermehrung hatte, begünstigt durch warme Sommer und Mangel an Arbeitskräften im Walde, bereits in den letzten Kriegsjahren begonnen. Meist konnte das befallene Holz nur noch eingeschlagen werden – in Mitteleuropa fielen auf diese Weise bis 1950 rund 30 Millionen Festmeter Käferholz an.
Aus der „Forstschutzstelle Prof. Schwerdtfeger“ wurde 1949 die Abteilung „Forstschädlingsbekämpfung“ (später „Waldschutz“) an der im gleichen Jahr gegründeten und von Reinhard Schober geleiteten Niedersächsischen Forstlichen Versuchsanstalt (NFV) in Göttingen. Schwerdtfeger übernahm deren Leitung, die er bis zur Pensionierung 1970 innehatte. Im Jahr 1953, als die Abteilung B, Waldschutz, von Sieber nach Göttingen umzog, wurde Fritz Schwerdtfeger zum Oberforstmeister ernannt. Seit 1954 hielt er zudem Vorlesungen über Populationsökologie für Biologie-Studenten an der Mathematisch-Naturwissenschaftlichen Fakultät der Georg-August-Universität Göttingen. Seit 1965 gehörte er der Forstlichen Fakultät mit einem persönlichen Ordinariat und der Amtsbezeichnung „ordentlicher Professor em.“ an.
Wenige Wochen nachdem er sein Arbeitszimmer in der Versuchsanstalt geräumt hatte, starb Oberforstmeister Fritz Schwerdtfeger am 4. August 1986 in Göttingen.

## Leistungen
Während seiner fast 60 Jahre währenden Forschungstätigkeit beschäftigte sich Schwerdtfeger intensiv mit zahlreichen Forstinsekten, darunter Kiefernspanner, Forleule, Kiefernspinner, Maikäfer, Großer Brauner Rüsselkäfer, Kiefernschonungsgespinstblattwespe, Eichenwickler, Sitkalaus und Buchenwollschildlaus sowie verschiedenen Borkenkäfer-Arten. Er erzielte nicht nur wichtige Erkenntnisse zu Biologie und Verhalten dieser Insekten, sondern auch zur Prognose möglicher schädlicher Massenauftreten und deren Bekämpfung. Schwerdtfegers wissenschaftlicher Aufstieg fiel in eine Zeit, in der die angewandte Entomologie in hoher Blüte stand. Mit seinem hohen wissenschaftlichen Leistungsvermögen und mit viel organisatorischem Geschick brachte er sich tatkräftig und höchst erfolgreich in diese Entwicklung ein.
Schwerdtfeger war ein außerordentlich vielseitiger und fruchtbarer Forstschriftsteller. Er schrieb mehr als 700 wissenschaftliche Arbeiten, die er in den verschiedensten forstlichen und entomologischen Fachzeitschriften veröffentlichte. Seine Publikationen hatten häufig unmittelbare Auswirkung auf die Praxis oder waren gezielt für diese geschrieben worden, wie etwa die kleinere Schrift Anleitung zum Probesuchen nach Kieferninsekten in der Bodendecke (1937), die weite Verbreitung fand. Schwerdtfeger verfasste jedoch auch eine Reihe von wichtigen Büchern, darunter vor allem Die Waldkrankheiten (1944), in dem zum ersten Male das Geschehen im „kranken“ Wald in seiner Gesamtheit erfasst und betrachtet wurde. Vor allem mit der 2. Auflage von 1957 erhielt das Buch die Form, die allen deutschen Forstleuten der zweiten Hälfte des 20. Jahrhunderts geläufig war. Dank seiner klaren und übersichtlichen Darstellung entwickelte es sich umgehend zu dem Standardwerk für Forststudium und -praxis. 1981 erschien die 4. und bislang letzte Auflage des Lehrbuchs der Forstpathologie und des Forstschutzes.
Schwerdtfegers weiteres Hauptwerk ist die dreibändige Ökologie der Tiere (1963–1975), mit der er weit über den forstlichen Fachbereich hinaus wirkte. Bereits durch seine Untersuchungen in den 1930er Jahren war der Forstentomologe zum Mitbegründer des Fachs Populationsökologie, die sich mit der Entwicklung und den Zusammenhängen tierischer Bevölkerungen beschäftigt, geworden. In seiner Ökologie der Tiere brachte Schwerdtfeger nicht nur eine Fülle von Einzelheiten, sondern fügte diese auch zu einem Gedankengebäude zusammen. Dabei schuf er konsequent eine begriffliche Ordnung und führte eine einheitliche Terminologie in deutscher Sprache ein.

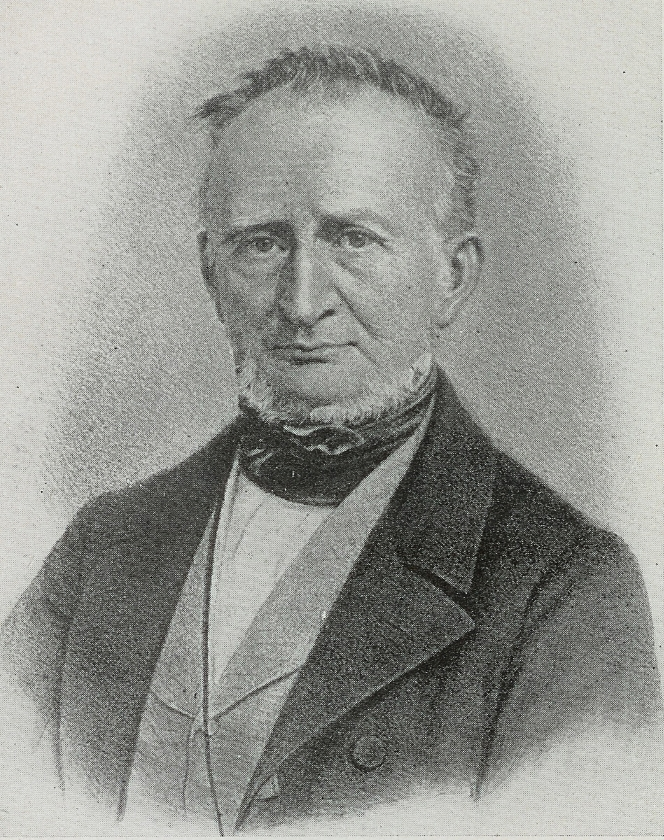
Über sein Vorbild Julius Theodor Christian Ratzeburg, den „Vater der Forstentomologe“ veröffentlichte Schwerdtfeger 1983 eine Biographie.

Sein letztes wissenschaftliches Werk, Julius Theodor Christian Ratzeburg (1801 - 1871). Vater der Forstentomologie, Wegbereiter der angewandten Entomologie (1983), war eine Reminiszenz an den Begründer des Faches Forstentomologie. Schwerdtfeger hatte Ratzeburg stets als sein Vorbild betrachtet, weshalb ihm diese Biografie auch besonders am Herzen lag. Er selbst zog 1985 unter dem schlichten Titel Fazit die Bilanz seines wissenschaftlichen Lebens.

## Ehrungen
- 1970 Großes Verdienstkreuz des Verdienstordens der Bundesrepublik Deutschland
- 1971 Verleihung der Escherich-Medaille der Deutschen Gesellschaft für angewandte Entomologie
- 1975 Ehrendoktorwürde der Forstwissenschaftlichen Fakultät der Albert-Ludwigs-Universität Freiburg

Daneben war Schwerdtfeger Ehrenmitglied der Forstlichen Gesellschaft Finnlands, der Finnischen Entomologischen Gesellschaft, der British Ecological Society und der Gesellschaft für Ökologie.

## Schriften (Auswahl)

### Wissenschaftliche Werke
- Ein Beitrag zur Fortpflanzungsbiologie des Borkenkäfers Pityogenes chalcographus L., Dissertation, Hann.-Münden 1928
- Prognose und Bekämpfung von Forleulenkalamitäten, „Der deutsche Forstwirt“/Neudeutsche Verlags- und Treuhand-Gesellschaft, Berlin 1932
- Untersuchungen über die Mortalität der Forleule (Panolis flammea Schiff) im Krisenjahr einer Epidemie, Hannover 1935
- Der Kiefernspanner 1937. Untersuchungen des Instituts für Waldschutz der Preußischen Versuchsanstalt für Waldwirtschaft, Eberswalde, anläßlich der Übervermehrung des Kiefernspanners, Bupalus piniarius L., in Preußen im Jahre 1937, Hannover 1939
- Prognose und Bekämpfung forstlicher Großschädlinge, Berlin 1941
- Die Waldkrankheiten. Ein Lehrbuch der Forstpathologie und des Forstschutzes, Berlin 1944 (4., neubearbeitete Auflage 1981 unter ISBN 3-490-09116-7)
- Borkenkäfer-Bekämpfung in Fichtenwäldern. Eine Anleitung für den praktischen Forstmann, Hannover 1948
- Kampf dem Kiefernspinner. Einführung in die Lebensweise und Bekämpfung des Kiefernspinners (Dendrolimus pini L.), Radebeul und Berlin 1949
- Grundriss der Forstpathologie, Berlin und Hamburg 1950
- Pathogenese der Borkenkäfer-Epidemie 1946 – 1950 in Nordwestdeutschland, Schriftenreihe der Forstlichen Fakultät der Universität Göttingen und Mitteilungen der Niedersächsischen Forstlichen Versuchsanstalt (Band 13/14), Frankfurt am Main 1955
- Das Eichenwickler-Problem. Auftreten, Schaden, Massenwechsel und Möglichkeiten der Bekämpfung von Tortrix viridana L. in Nordwestdeutschland, Hiltrup in Westfalen 1961
- Ökologie der Tiere. Ein Lehr- und Handbuch in 3 Teilen, Hamburg und Berlin
  - Band 1: Autökologie. Die Beziehungen zwischen Tier und Umwelt, 1963 (später unter ISBN 3-490-07418-1)
  - Band 2: Demökologie. Struktur und Dynamik tierischer Populationen, 1968 (später unter ISBN 3-490-07518-8)
  - Band 3: Synökologie. Struktur, Funktion und Produktivität mehrartiger Tiergemeinschaften, 1975, ISBN 3-490-07318-5
- Lehrbuch der Tierökologie, Hamburg und Berlin 1978, ISBN 3-490-07718-0
- Julius Theodor Christian Ratzeburg (1801 - 1871). Vater der Forstentomologie, Wegbereiter der angewandten Entomologie, Monographien zur angewandten Entomologie, Heft 24, Hamburg und Berlin 1983, ISBN 3-490-10918-X

### Autobiografie
- Fazit, Hamburg und Göttingen 1985

### Herausgebertätigkeit
- Forstschutz-Merkblätter der Niedersächsischen Forstlichen Versuchsanstalt